# 新北市私立復興高級商工業職業学校
台湾復興美工、全名は復興商工職業学校(Fu-Hsin Trade & Arts School)とは、台湾の新北市にある私立の美術系高等学校（技術型高級中等学校）。略して復興商工。また、同校の美工科が有名なことから、復興美工とも呼ばれる。
同校は芸術家、イラストレーター、漫画家やデザイナーを数多く輩出している。

## 学校紹介
1957年に”台北県復興美術工芸職業学校”として設立。現在は美工科、広告設計科、美術科、インフォメーションプログレス科(資料処理科)、ビジネスインフォメーション科(資訊科)からなる。二部(夜間)も併設している。校訓は”真善美新”。
美術教育をメインにおいているだけあって、年に三回、定期的な成果展がある(場所は校内だが、その時に限って、キャンパスを開放する)。一つ目は3月25日に開催される”師生美展”(高1、2の学生をメインに、教師とともに参加)。二つ目は元旦展、毎年クリスマス前後に開催される。三つ目に5月に開催される卒業展。

## 著名な卒業生
- 張震（俳優）
- ジョセフ・チャン（俳優）
- 蕭亜軒（歌手）
- 飛輪海（歌手）
- 鄭問（漫画家）
- 楊力州（映画監督）